# Hypsiboas fuentei
Hypsiboas fuentei là một loài ếch thuộc họ Nhái bén.
Đây là loài đặc hữu của Suriname.
Môi trường sống tự nhiên của chúng là rừng ẩm vùng đất thấp nhiệt đới hoặc cận nhiệt đới, xavan ẩm và sông ngòi.